# Kothen (Wuppertal)
Das Wuppertaler Wohnquartier Kothen ist eines von zehn Quartieren des Stadtbezirks Barmen. Das Quartier ist aus einem der mittelalterlichen Ursprungshöfe Barmens hervorgegangen.

## Geographie
Das 1,85 km² große Wohnquartier liegt am Fuß der Wuppertaler Südhöhen. Im Norden wird es durch die Bahnstrecke Elberfeld–Dortmund, im Osten durch die Straßen Fischertal und Obere Lichtenplatzer Straße und im Westen durch die Oberbergische Straße begrenzt. Im Süden grenzt das Quartier im Waldgebiet Kothener Busch ohne natürliche Grenzlinie an das Wohnquartier Lichtenplatz. Zu den Gewässern gehören der Fischertaler, der Springer, der Kothener und der Auer Bach. Der Norden des Wohnquartiers ist dicht besiedelt, während der sich die Hänge hochziehende Süden weitgehend bewaldet ist.
Verkehrsgeografisch ist das Wohnquartier über vier Bahnquerungen (Fischertalbrücke, Siegesbrücke, Fingscheidbrücke, Unionstr.) aus Richtung Norden, über die Zeughausstraße aus Richtung Westen, die Obere Lichtenplatzer Straße und die Oberbergische Straße aus Richtung Süden sowie die Ritterstraße und die Straße Am Unterbarmer Friedhof an die umliegenden Quartiere angebunden. Die Buslinie 628 durchquert die zentrale Ost-West-Achse und übernimmt damit die Quartierserschließung in Richtung Barmer und Elberfelder Zentrum. Über die Bahnhöfe Wuppertal-Barmen (RE- und S-Bahnlinie Richtung Dortmund und Düsseldorf) und Wuppertal-Unterbarmen (S-Bahn) sowie die am Quartiersrand verkehrenden Buslinien CE61 und 640 wird die Erschließung mit öffentlichem Verkehr vorgenommen.

## Infrastruktur
Zur Infrastruktur gehören:
- Barmer Bahnhof und Opernhaus Wuppertal mit dem historischen Zentrum auf der Grenze zum Wohnquartier Friedrich-Engels-Allee
- Bezirkssportanlage Oberbergische Straße
- Jugendherberge Wuppertal
- Barmer Anlagen auf der Grenze zum Wohnquartier Heidt (Quartier)
- Gemeindezentrum Petruskirche (vgl. Liste Wuppertaler Sakralbauten)
- sechs Schulen:
  - Ganztagsgymnasium Johannes Rau
  - Gymnasium Am Kothen
  - Berufsschule am Kothen
  - Waldorfschule Rudolf-Steiner-Schule
  - Gemeinschaftsgrundschule Peterstraße
  - Hauptschule, Gemeinschaftsschule Emilienstraße

## Etymologie und Geschichte

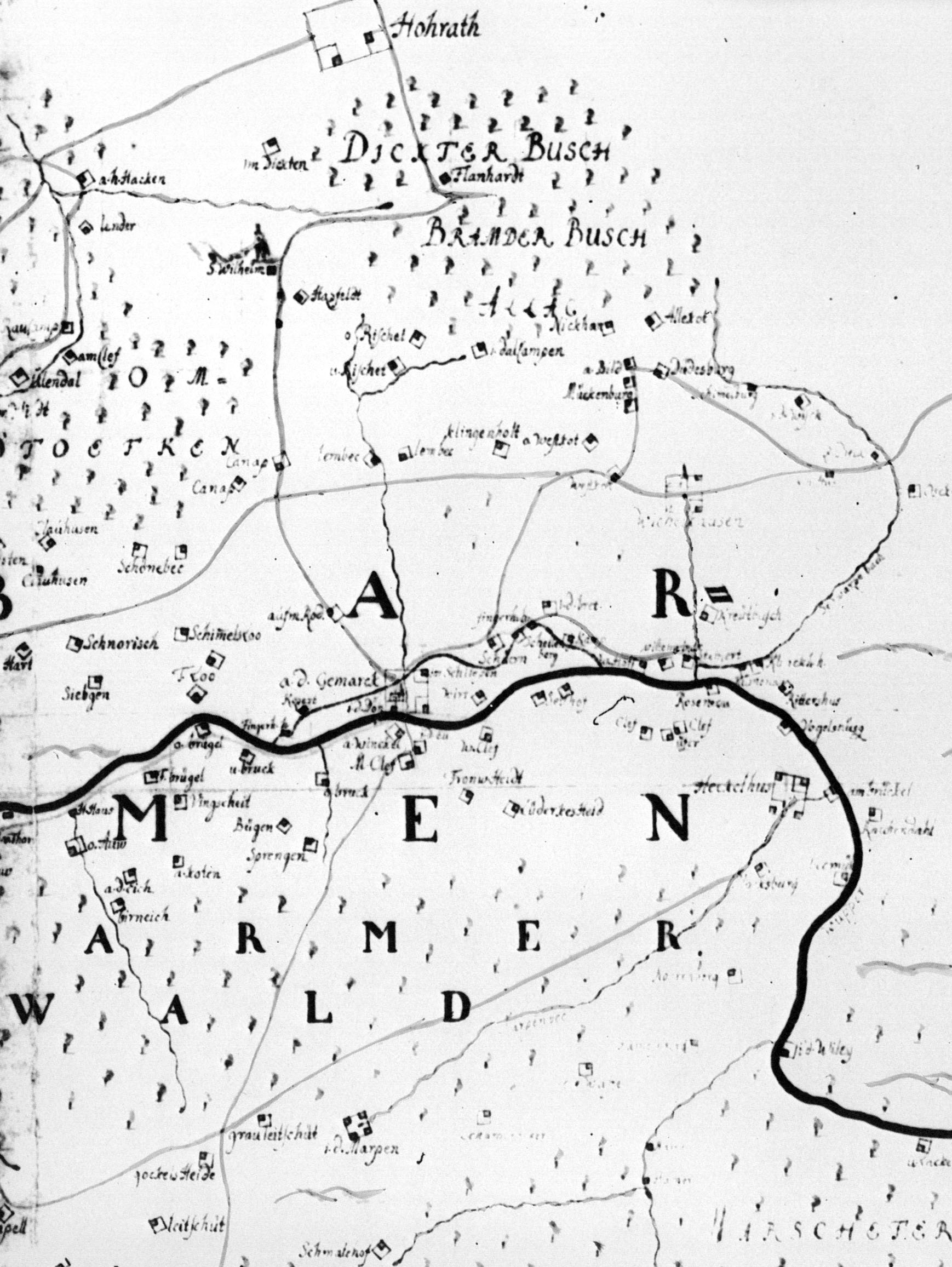
Karte der Hofschaften im Gebiet des heutigen Barmen von Erich Philipp Ploennies (1715)

Kothen ist eine Ableitung von Kotten, einem kleineren Hof oder Wohnplatz. Der Wohnplatz am Kothener Bach lag im Bereich der heutigen Schloßstraße Ecke Fingscheid und ist heute Teil einer kleinen Parkanlage.
1715 ist Kothen auf der Topographia Ducatus Montani des Erich Philipp Ploennies als a.Koten verzeichnet. Mit den übrigen Höfen in der Bauerschaft Barmen war Kothen bis 1806 Teil des bergischen Amtes Beyenburg.
Die Bewohner des Kothener Hofes gehörten zur Zunft der Barmer Garnbleicher. Zu den kulturhistorisch bedeutsamen Gebäuden in Kothen zählte der „Kothener Garnkasten“ am Kothener Bach, der um 1920 abgetragen wurde.
1815/16 werden 97 Einwohner gezählt. Der laut der Statistik und Topographie des Regierungsbezirks Düsseldorf 1832 als Ackergut kategorisierte Ort wurde als aufm Kothen bezeichnet und besaß zu dieser Zeit sieben Wohnhäuser und zwei landwirtschaftliche Gebäude. Zu dieser Zeit lebten 67 Einwohner im Ort, davon fünf katholischen und 62 evangelischen Glaubens.
Zu den ältesten noch erhaltenen Gebäuden zählen Böckmannsbusch 31-33 (ca. 1750–1800), die Villa Dahl (1834) in der Schlossstraße 3 sowie die Irmgardstraße 47 (ca. 1840). Das Grundstück der Familie Engels erstreckte sich vor dem Bau der Eisenbahn bis zur Springer Straße (heute Brücke Emilienstraße). Im Quartier befinden sich insgesamt 70 Gebäude unter Denkmalschutz von klassizistischen über jugendstilistischen bis hin zu genossenschaftlichen Bauwerken aus den 1930er Jahren. Mit insgesamt 35 Baudenkmälern weisen die Straßenzüge Emilienstraße, Im Springen und Siegesstraße einen Schwerpunkt der historisch wertvollen Bausubstanz im Quartier auf.
Die Eisenbahnlinie Elberfeld-Dortmund sorgte lange Zeit aufgrund ihrer Barrierefunktion für nur spärliche Bebauung der Unterbarmer Südhöhen. Erst mit den 1880er Jahren begann sich die Siedlungsstruktur zu verdichten. Das heutige Fischertal war einer der ersten dichten Straßenzüge.
Beim Barmer Angriff am 30. Mai 1943 wurden besonders die östlichen Straßenzüge Fischertal, Borkumer Straße, Ehrenstraße und Fischerstraße stark getroffen. Heute erinnern dort keine Bauwerke mehr an die Zeit vor 1943.
Ab den 1960er Jahren wurden weitere Straßenzüge mit überwiegend Einfamilienhäusern bebaut sowie Baulücken in den bestehenden Strukturen geschlossen. Alte Industriebrachen wie die Färberei Budde am Springer Bach (Altenwohnheim Edith-Stein) und die Fabrik an der Schluchtstraße (Siedlung Marie-Curie-Straße) wurden abgerissen und neu genutzt. Außerdem wurden Fabrikgebäude in hochwertige Lofts umgewandelt (z. B. Winkelsträterfabrik Oberbergische Straße 63 und Bandfuchsfabrik Emilienstraße 11).
Die berühmtesten Bewohner des Quartiers waren Johannes Rau, der in seiner Kinderzeit Im Springen wohnte, sowie Pina Bausch, die in der Siegesstraße ein Haus bewohnte.
Heute gilt insbesondere der obere Hinsberg als beliebte Wohngegend und weist nach dem Toelleturm einen der höchsten Bodenrichtwerte in Barmen auf.